# Mary West
Mary West, född 1945/46, är en amerikansk entreprenör och filantrop. Hon är bland annat medgrundare till West Corporation.

## Biografi
Mary West har examen från high school, men gick aldrig på college. Hon växte upp i Miami och flyttade till Omaha efter en tid på high school. 1978, grundade hon WATS Telemarketing tillsammans med sin man Gary, i garaget i deras hus i Omaha, Nebraska. De sålde WATS 1980 och 1986 grundade hon West TeleServices som börsnoterades 1996.
2008 hade West och hennes man en sammanlagt nettoförmögenhet på 2,2 miljarder dollar. Hon ägde 10% av West Corporation, en börsnoterad leverantör av telekommunikationstjänster med huvudkontor i Omaha, som privatiserades 2017 som ett dotterbolag till Apollo Global Management.

### Filantropi
Gary och Mary West har gett bort över 400 miljoner dollar till "äldres hälsa och minskning av landets hälsokostnader".

### Privatliv
Hon är gift med Gary West, och de bor i San Diego. Paret äger fullblodshästarna Maximal Security, Game Winner och New Year's Day.